# Like a Sunken Ship
Like a Sunken Ship è un singolo del gruppo musicale norvegese Leprous, pubblicato il 14 agosto 2024 come terzo estratto dall'ottavo album in studio Melodies of Atonement.

## Descrizione
Come spiegato dal chitarrista Robin Ognedal, il brano ha origine da un riff di basso di ispirazione hip hop su cui il frontman Einar Solberg ha costruito l'intero comparto musicale. Risulta inoltre la composizione più pesante dell'intero album, con riff pesanti e una sezione in growl nella sezione centrale.

## Video musicale
Il video, diffuso nello stesso giorno, è stato diretto da Dariusz Szermanowicz.

## Tracce
1. Like a Sunken Ship – 4:04 (testo: Tor Oddmund Suhrke – musica: Einar Solberg)
2. Silently Walking Alone – 4:05 (Einar Solberg)
3. Atonement – 4:49 (testo: Einar Solberg – musica: Einar Solberg, Simen Børven)

## Formazione
Gruppo
- Einar Solberg – voce, tastiera
- Tor Oddmund Suhrke – chitarra
- Robin Ognedal – chitarra
- Simen Børven – basso
- Baard Kolstad – batteria

Produzione
- David Castillo – produzione, registrazione
- Einar Solberg – produzione
- Leprous – produzione
- Adam Noble – missaggio
- Robin Schmidt – mastering